# Соходол (Алба)
Соходол (рум. Sohodol) — село у повіті Алба в Румунії. Адміністративний центр комуни Соходол.
Село розташоване на відстані 320 км на північний захід від Бухареста, 52 км на північний захід від Алба-Юлії, 66 км на південний захід від Клуж-Напоки.

## Населення
За даними перепису населення 2002 року у селі проживали 236 осіб, усі — румуни. Усі жителі села рідною мовою назвали румунську.